# Club San Cirano
Maillots
Le Club San Cirano est un club omnisports qui dispose en son sein d'une section rugby à XV et est situé dans la Province de Buenos Aires en Argentine.

## Histoire
Le Club San Cirano a été fondé en 1973 et est affilié à l'Unión de Rugby de Buenos Aires.
Il remporte son premier titre (partagé avec San Luis) de Nacional de Clubes en 1998.

## Palmarès
- Vainqueur du Nacional de Clubes en 1998 (titre partagé).